# Église Saint-Pierre de Montrelais
L'église Saint-Pierre est une église située à Montrelais, dans le département de la Loire-Atlantique, en France.

## Historique
Le monument est inscrit au titre des monuments historiques en 1982.